# 美國軍人權利法案
1944年軍人復員法案（英語：Servicemen's Readjustment Act of 1944），經常被稱為美國軍人權利法案（G.I. Bill of Rights，或），美國法律，為了安置第二次世界大戰後的退伍軍人（當時稱為G.I.），美國國會在1944年通過此法案，給與退伍軍人各種福利。這些福利，包括了由失業保險支付的經濟補貼，家庭及商業貸款，以及給與高等教育及職業訓練的各種補貼。
這項法案由美國退伍軍人協會推動。